# Hüttwilen
Hüttwilen é uma comuna da Suíça, no Cantão Turgóvia, com cerca de 1.400 habitantes. Estende-se por uma área de 17,6 km², de densidade populacional de 80 hab/km². Confina com as seguintes comunas: Eschenz, Herdern, Mammern, Neunforn, Oberstammheim (ZH), Uesslingen-Buch, Wagenhausen, Warth-Weiningen.
A língua oficial nesta comuna é o Alemão.

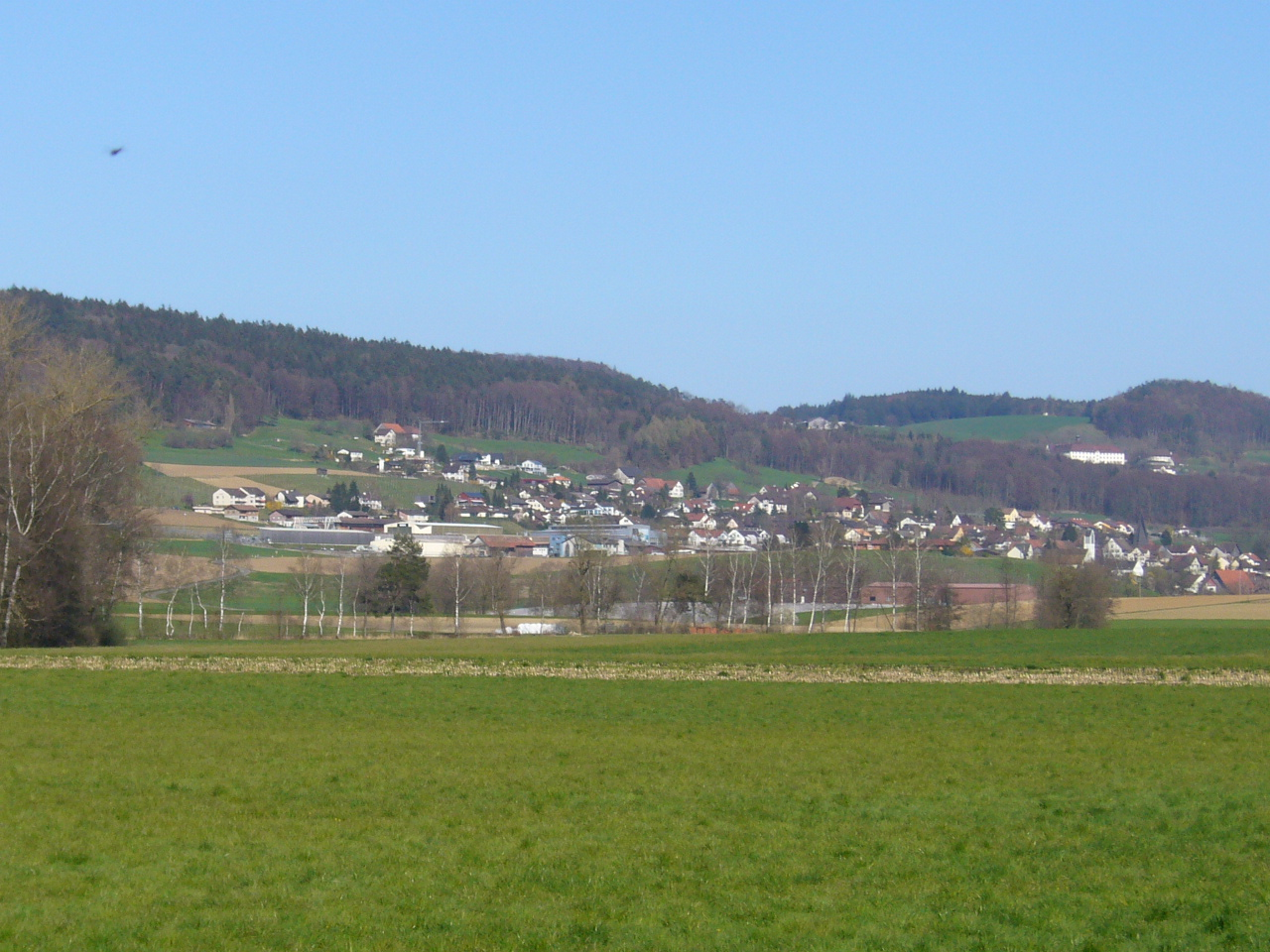
Hüttwilen